# Aliko
Aliko (grec. Αλυκον) – miejscowość w południowej części Albanii, w okręgu Saranda. 